# Yílmar Velásquez
Yílmar Andrés Velásquez Palacios (Apartadó, 21 de agosto de 1999) es un futbolista colombiano que juega de centrocampista en el Independiente Santa Fe de la Categoría Primera A de Colombia.

## Clubes
| Club                   | País     | Año           |
| ---------------------- | -------- | ------------- |
| Atlético Nacional      | Colombia | 2019 - 2021   |
| Independiente Santa Fe | Colombia | 2021 - 2022   |
| Deportivo Pereira      | Colombia | 2022-2023     |
| Independiente Santa Fe | Colombia | 2023-presente |

### Estadísticas
Actualizado al último partido disputado el 8 de diciembre de 2024.
| Club | Div.          | Temporada     | Liga  | Liga  | Liga  | Copas nacionales (1) | Copas nacionales (1) | Copas nacionales (1) | Copas internacionales (2) | Copas internacionales (2) | Copas internacionales (2) | Total | Total | Total |
| Club | Div.          | Temporada     | Part. | Goles | Asis. | Part.                | Goles                | Asis.                | Part.                     | Goles                     | Asis.                     | Part. | Goles | Asis. |
| --- | ------------- | ------------- | ----- | ----- | ----- | -------------------- | -------------------- | -------------------- | ------------------------- | ------------------------- | ------------------------- | ----- | ----- | ----- |
| Atlético Nacional Colombia | 1.ª           | 2019          | 6     | 0     | 0     | —                    | —                    | —                    | —                         | —                         | —                         | 6     | 0     | 0     |
| Atlético Nacional Colombia | Total club    | Total club    | 6     | 0     | 0     | —                    | —                    | —                    | —                         | —                         | —                         | 6     | 0     | 0     |
| Independiente Santa Fe Colombia                                                                                                | 1.ª           | 2022          | —     | —     | —     | 3                    | 0                    | 0                    | —                         | —                         | —                         | 3     | 0     | 0     |
| Independiente Santa Fe Colombia                                                                                                | 1.ª           | 2023          | 7     | 0     | 0     | 1                    | 0                    | 0                    | —                         | —                         | —                         | 8     | 0     | 0     |
| Independiente Santa Fe Colombia                                                                                                | 1.ª           | 2024          | 44    | 0     | 2     | 6                    | 0                    | 0                    | —                         | —                         | —                         | 50    | 0     | 2     |
| Independiente Santa Fe Colombia                                                                                                | Total club    |               | 51    | 0     | 2     | 10                   | 0                    | 0                    | —                         | —                         | —                         | 61    | 0     | 2     |
| Deportivo Pereira Colombia | 1.ª           | 2022          | 24    | 0     | 1     | —                    | —                    | —                    | —                         | —                         | —                         | 24    | 0     | 1     |
| Deportivo Pereira Colombia | 1.ª           | 2023          | 17    | 1     | 0     | 1                    | 0                    | 0                    | 6                         | 0                         | 0                         | 24    | 1     | 0     |
| Deportivo Pereira Colombia | Total club    | Total club    | 41    | 1     | 1     | 1                    | 0                    | 0                    | 6                         | 0                         | 0                         | 48    | 1     | 1     |
| Total carrera | Total carrera | Total carrera | 98    | 1     | 3     | 11                   | 0                    | 0                    | 6                         | 0                         | 0                         | 115   | 1     | 3     |
| (1) Incluye datos de Copa Colombia (2022-Act) y Superliga de Colombia (2023).(2) Incluye datos de la Copa Libertadores (2023). |               |               |       |       |       |                      |                      |                      |                           |                           |                           |       |       |       |

## Palmarés
| Título              | Club              | País     | Año  |
| ------------------- | ----------------- | -------- | ---- |
| Torneo Finalización | Deportivo Pereira | Colombia | 2022 |
| Torneo Apertura     | Santa Fe          | Colombia | 2025 |